# Mashiko
Mashiko (益子町?) è una cittadina giapponese della prefettura di Tochigi.